# فرودگاه شهرستان هامفریز
فرودگاه شهرستان هامفریز (به انگلیسی: Humphreys County Airport) یک فرودگاه همگانی بهره‌برداری هوایی است که یک باند فرود آسفالت دارد و طول باند آن ۱۲۱۹ متر است. این فرودگاه در کشور ایالات متحده آمریکا قرار دارد و در ارتفاع ۲۳۰ متری از سطح دریا واقع شده‌است.